# Pseudodactylogyrus anguillae
Pseudodactylogyrus anguillae är en plattmaskart som först beskrevs av Yin och Sproston 1948.  Pseudodactylogyrus anguillae ingår i släktet Pseudodactylogyrus, och familjen Dactylogyridae. Arten är reproducerande i Sverige.